# Divinités du Sanatana Dharma

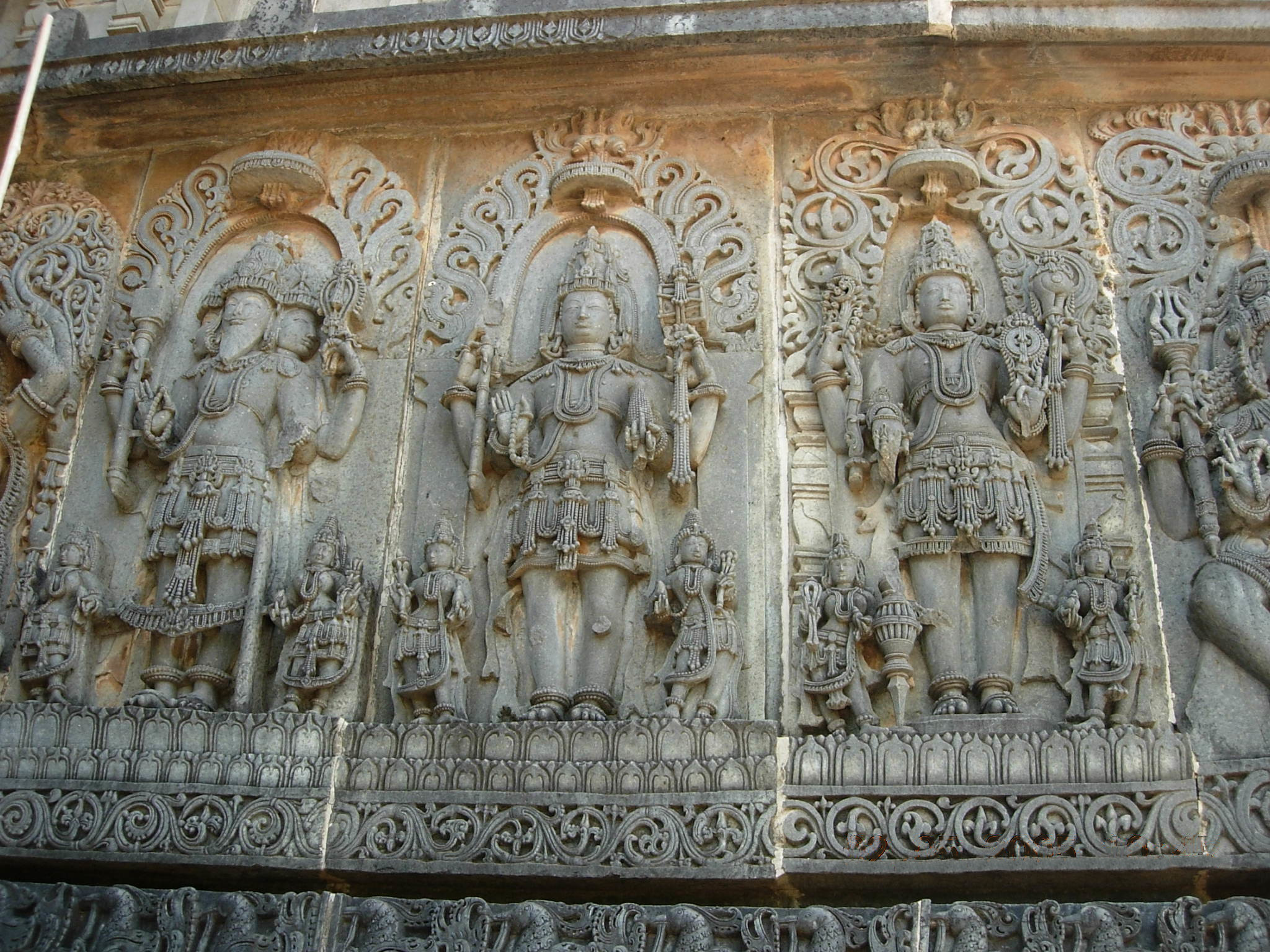
Brahma, Shiva et Vishnu, temple de Hoysaleswara

Le concept du Principe suprême (Brahman), équivalent de Dieu, selon le Sanatana dharma (सनातन धर्म) (ou Tradition primordiale) dont l'hindouisme classique et l'ancienne tradition védique (Bharata Dharma) sont la forme indienne, a deux aspects principaux:
- Le premier est l’aspect absolu, non manifesté et inconditionné (nirguna brahman). Il est le substrat de l’univers.

- Le second est son aspect qualifié et conditionné (saguna brahman), principe de la manifestation cosmique. C'est la personnalité divine ou Seigneur (Ishvara).
- Le Brahman apparaît à ses adorateurs sous la forme qu’ils vénèrent[2]. Selon cette conception, Dieu choisit également de s’incarner parmi les humains selon les nécessités, pour les guider ou pour restaurer un équilibre perdu (dans ce second cas, il ne peut s’agir que d’une incarnation de Vishnu). Une telle incarnation peut être plénière (Purnavatara) ou partielle (Amshavatara), voire une incarnation temporaire de ses pouvoirs à travers un individu (Aveshavatara). Le terme générique utilisé, même en Occident, est "Avatar"

Ces formes diverses sont cependant comprises comme étant des facettes de la nature éternelle et non manifestée de la divinité ("ekam sat viprah bahudha vadanti" la vérité est une, les sages lui donnent des noms différents). C’est pourquoi chacune des divinités est vénérée comme « le très haut », Ishvara, le souverain de l’univers, celui qui est au-delà de toutes ses manifestations. 

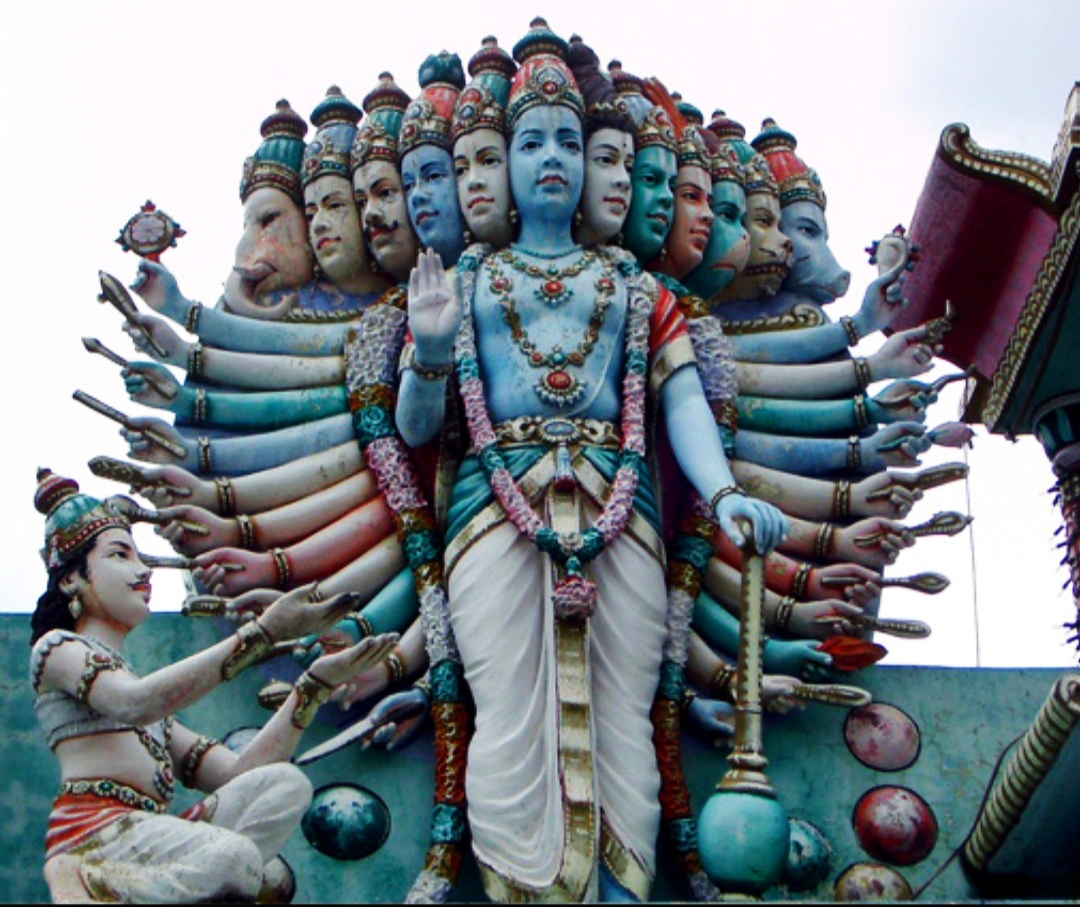
Multiples incarnations de Vishnu

## Le panthéon

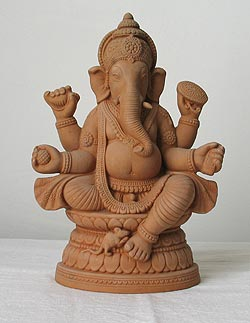
Ganesh

### La Trinité (Trimûrti)
Brahma (processus de création : Srishti)
Vishnu (processus de maintien : Sthiti)
Shiva (processus de dissolution : Pralaya)
Et leurs trois parèdres respectives (ou Shakti) :
Sarasvati, Lakshmi et Parvati, qui sont leurs énergies personnifiées (ou pouvoir organisateur).

### Les divinités enfantées
Créations ou procréations de la trinité, entre autres :
Ganesha
Subrahmanya
Les neuf planètes (Navagraha)

### Les protecteurs du monde (Lokapāla)
Appelés aussi protecteurs des points cardinaux (Dikpala). Ce sont Indra, Varuna, Agni, les anciens dieux védiques relégués avec le Brahmanisme et l’hindouisme au rang d’assistants du pouvoir dans le plan cosmique. Ces assistants peuvent avoir été des êtres humains qui, ayant acquis un niveau d’élévation spirituelle extraordinaire, occupent ces « postes » au cycle suivant de la création (Yuga). Vishnu (un des 12 Aditya) et Rudra (Shiva) sont des dieux védiques qui ont accédé au rang de la trinité lors des développements ultérieurs de l'hindouisme.

### Les incarnations de la Trinité
Les incarnations de la Trinité (Avatara) sont très nombreuses. On peut cependant nommer les plus populaires :
Brahma est Hiranyagarbha, Prajapati, Vidhi, Lokesha, Dhatri et Vishvakarma
Vishnu est Narayana, Rāma, Krishna (un Purnavatara voir définition de l'introduction), Kalki (Avatar à venir). Le Buddha est parfois considéré par les sanatani comme une incarnation de Vishnu. Les bouddhistes refusent cette association.
Shiva est Mahesh, Mahadeva, Nataraja, Rudra, Bhairava, Dakshinamurti, Kameshvara, Neelkant.
Sarasvati est Brahmi, Sharada, Vagishwari
Lakshmi est Sītā, Rukmini, Padma
Parvati est Kâlî, Annapūrṇā (en), Lalita, Durga, Santosh, Shitala Devi.

### Les attributs des divinités et leur symbolique
Tenus ou portés par les divinités, les attributs symbolisent une vertu, un pouvoir ou un domaine d’influence. Les quatre bras représentent l’omniprésence et l’omnipotence (comme la capacité d’accès aux quatre points cardinaux en même temps), la main droite étant traditionnellement consacrée aux activités pures, elle révèle l’importance d’un attribut sur d’autres portés par d’autres mains ou ailleurs sur le corps. Quelques-uns des attributs courants :
- Trishula (le trident) : attribut de Shiva, tenu parfois aussi par Dourgâ.

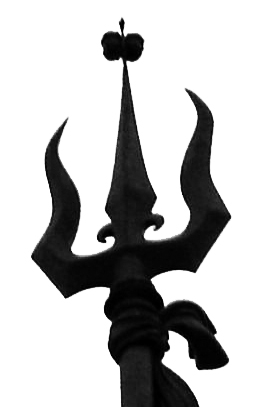
Trident de Shiva

- Akshamala (le rosaire) : les sciences spirituelles.

- Pasha (le nœud coulant ou le lasso) : l’attachement.

- Dhanus (l’arc, celui de Shiva s'appelle Pinaka ou Ajagava) : l’ego, le mental. Les flèches représentent les organes des cinq sens, propulsés par l’arc.

- Damaru (le petit tambour) : les sons primordiaux.

- Pustaka (le livre) : la science profane.

- Ankusha (le crochet) : la colère.

- Sri Phalam (la noix de coco) : les trois niveaux de la Création (matériel, la chair, Céleste, le lait, et transcendantal, l’espace vide au cœur du fruit).

- Darpana (le miroir) : la création tout entière est un reflet de la forme cosmique.

- Khadga (l’épée) : la connaissance au fil tranchant, la sagesse. Le fourreau de l’épée, représente l’ignorance.

- Khatvanga (le bâton surmonté d'un crâne) : les pouvoirs, les sciences occultes.

- Kapala (le crâne qui sert de coupe à Shiva) : le pouvoir de destruction

- Chakra (le disque) : l’esprit cosmique ou les cycles de la création.

- Gada (la massue) : Mahat, l’intelligence cosmique.

- Shankha (la conque) : les cinq éléments.

- Padma (le lotus) : le monde en évolution

- Agni (le feu) : le pouvoir de destruction.

Le croissant lunaire de Shiva représente le temps.

### Les animaux ou montures des divinités et leur symbolique

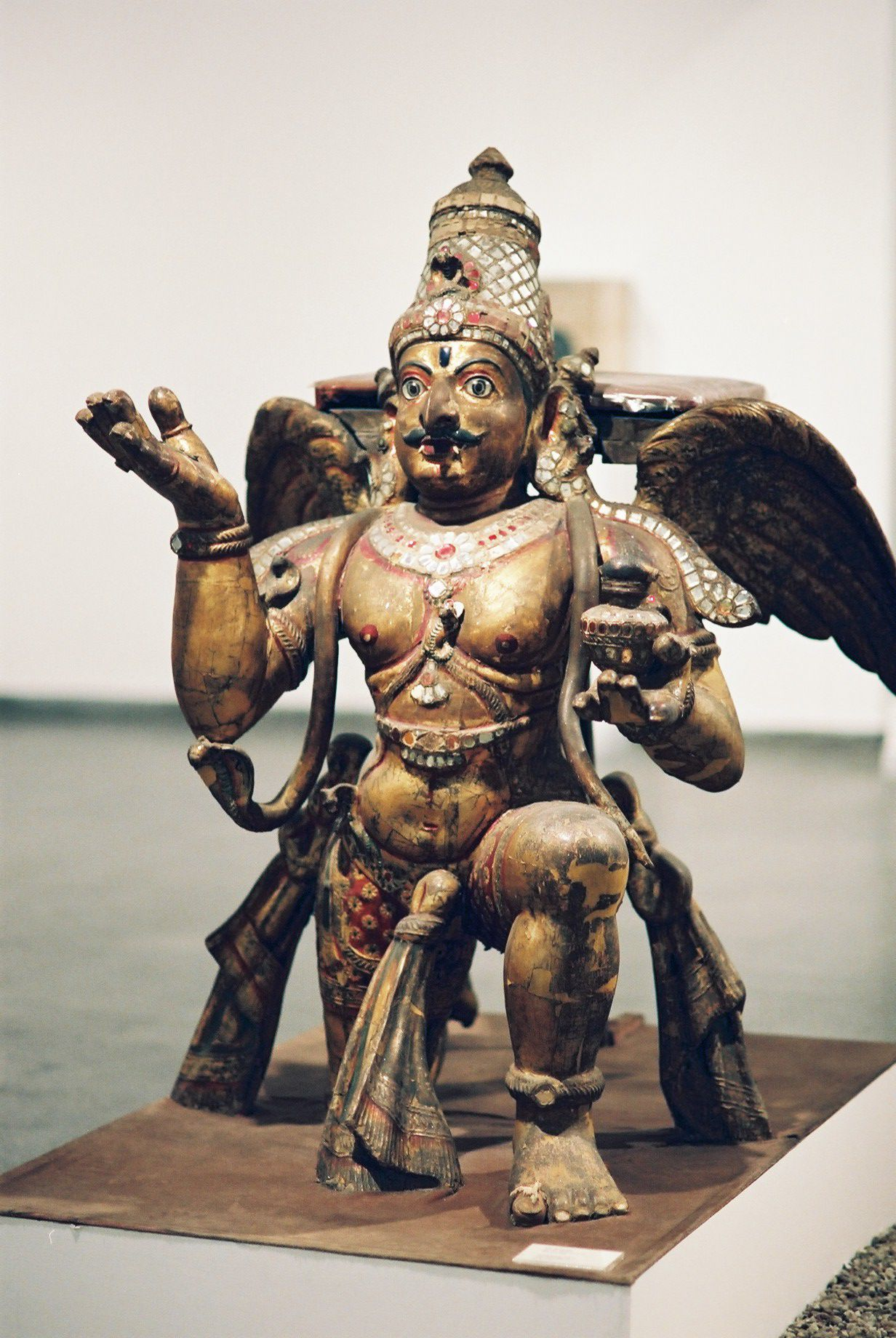
Garuda

Le Cygne (Hamsa) : pureté, sagesse, discernement (de par sa capacité légendaire à pouvoir séparer le lait de l’eau).
L’aigle Garuda : la connaissance qui, sur ses ailes, descend des mondes Célestes.
Le taureau Nandi : la sexualité, les sens, le fait de le chevaucher indique la maîtrise des sens.
Le lion (Simha) : seigneur des animaux, mais représente aussi l’avidité pour la nourriture (les plaisirs en général). Le chevaucher signifie alors la maîtrise de ces pulsions.

### Les inclassables
- Le Gange (Gangâ), élevé au rang de divinité.

- Hanuman, dévot de Rama

- Les Râkshasa, qui sont des démons.

- Les Asura qui sont également des démons.

- Les créatures célestes comme les Apsara ou les Gandharva.

- Les Gopi, gardiennes de vaches entièrement dévouées à Krishna.

## Les trois formes d’adoration des divinités

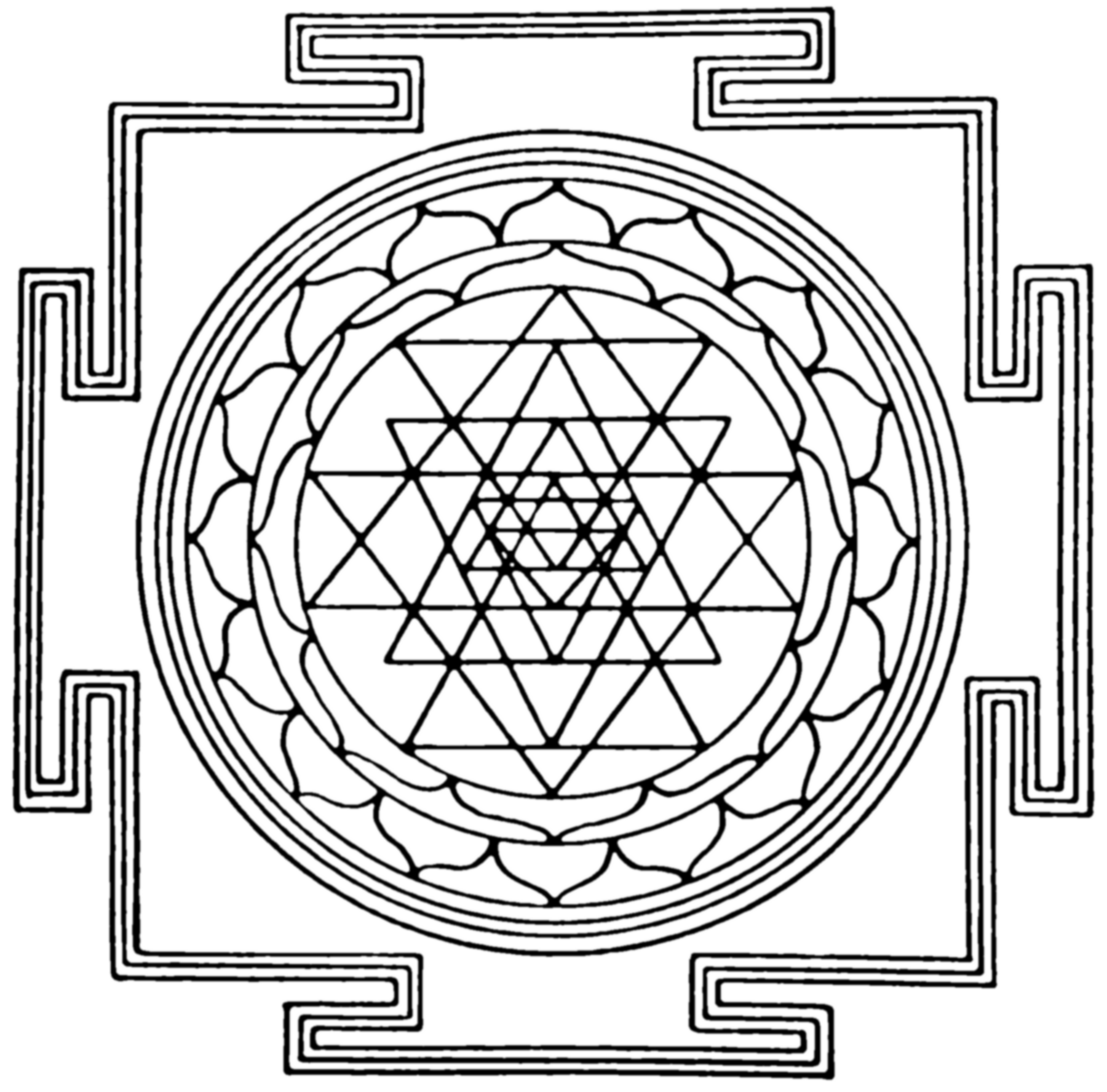
Sri Yantra

Il existe trois formes d’adoration de la divinité :
- Murti : la forme tri-dimensionnelle (icône), qui peut être une sculpture ou une image.
- Yantra : la forme géométrique en deux dimensions
- Mantra : la forme sonore.